# MF1 Racing
MF1 Racing – rosyjski zespół wyścigowy, utworzony w 2004 roku przez Alexa Shnaidera. Po wykupieniu teamu Jordan Grand Prix, zespół brał udział w mistrzostwach świata Formuły 1 w sezonie 2006, nie zdobywając żadnego punktu. Po Grand Prix Włoch 2006 zespół sprzedano holenderskiej firmie Spyker Cars, która stała się sponsorem tytularnym teamu. Po zakończeniu sezonu, MF1 Racing został przemianowany na Etihad Aldar Spyker F1 Team i pod nową nazwą występował w mistrzostwach w sezonie 2007.

## Historia

### Powstanie zespołu
Utworzenie i rejestracja rosyjskiego zespołu Midland F1 Team nastąpiła oficjalnie 8 października 2004 roku. Potwierdzono wówczas również podpisanie z Dallarą kontraktu, na mocy którego włoski konstruktor miał przygotować samochód wyścigowy na sezon 2006. Głównym celem dla teamu było wprowadzenie do Formuły 1 pierwszego rosyjskiego kierowcy. Niecały tydzień później przedstawiono Trevora Carlina na stanowisku szefa zespołu. 20 stycznia 2005 roku zatrudniono Colina Kollesa jako dyrektora zespołu. MF1 Racing łączono z wykupieniem dostawcy silników Coswortha w pakiecie z zespołem Jaguar Racing, co obniżyłoby koszty debiutu w Formule 1. Rosjanie wykazywali także zainteresowanie jednostkami napędowymi Ferrari.
Pod koniec roku 2004 pojawiły się pogłoski, jakoby Alex Shnaider miał wykupić zespół Eddiego Jordana. Oficjalne potwierdzenie tej informacji nastąpiło 24 stycznia 2005 roku. W sezonie 2005 zespół miał startować jeszcze jako Jordan Grand Prix, a od sezonu 2006 miała zostać wprowadzona nowa nazwa.

### Jordan Grand Prix

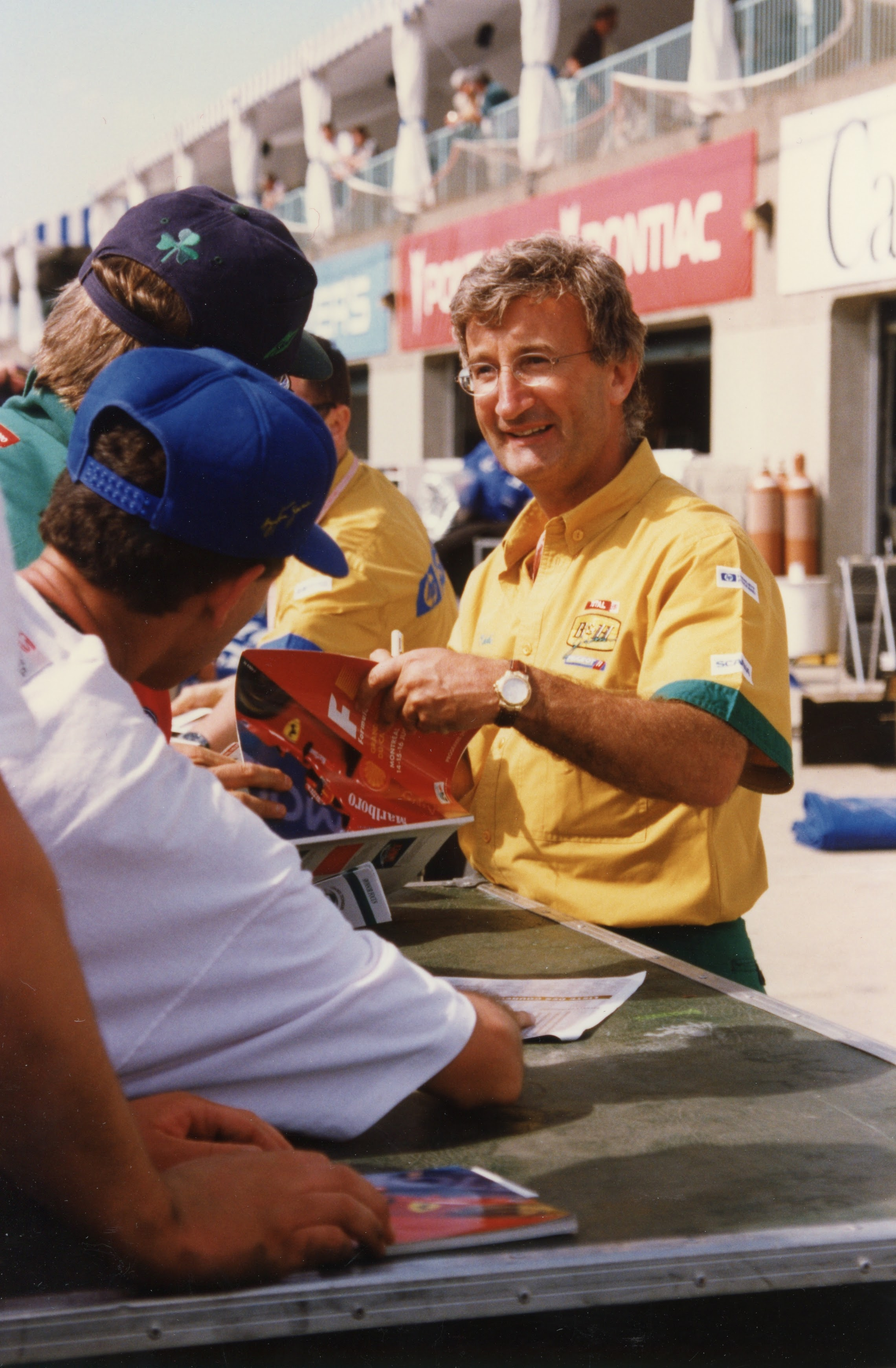
Eddie Jordan – założyciel zespołu Jordan Grand Prix

Zespół został założony przez Irlandczyka Eddiego Jordana w 1991 roku. Jordan Grand Prix zadebiutował podczas Grand Prix Stanów Zjednoczonych 1991. Zespół odnosił swoje największe sukcesy pod koniec lat 90. XX wieku. Wtedy to wygrał 3 z 4 wyścigów w swojej 15-letniej historii startów w Formule 1 (GP Belgii 1998, GP Włoch 1999, GP Francji 1999). W sezonie 1999 zespół odnotował także swoją najwyższą pozycję w klasyfikacji konstruktorów – trzecią. Później forma zespołu z Silverstone systematycznie spadała. Ostatnie zwycięstwo, po dramatycznym wyścigu odniósł Giancarlo Fisichella podczas Grand Prix Brazylii 2003. W ostatnim sezonie startów team Eddiego Jordana zdobył 12 punktów, co dało mu przedostatnią, dziewiątą pozycję w klasyfikacji konstruktorów. Po sezonie 2005 zespół zmienił nazwę na MF1 Racing. Ogółem, Jordan Grand Prix wystartował w 250 wyścigach, wywalczył 19 podiów i 2 pole positions.

### Przygotowania do startów
Pierwszym krokiem Grupy Midland było wykupienie od Eddiego Jordana tunelu aerodynamicznego zaprojektowanego i wybudowanego jeszcze w latach 80. XX wieku. Tunel ten pozwalał na testy modeli w skali 40%. W międzyczasie pojawiły się spekulacje, iż Shnaider zamierza sprzedać MF1 Racing byłemu kierowcy Formuły 1 – Eddiemu Irvine’owi, który miał wsparcie biznesmena Rustama Tariko. Kilka dni później, szef MF1 Racing zdementował jednak te plotki. Rosjanin zasugerował również, że możliwym dostawcą silników może pozostać współpracująca jeszcze z Jordanem Toyota. Na początku czerwca nastąpiła zmiana na stanowisku dyrektora sportowego. W miejsce odchodzącego Trevora Carlina, który wrócił do zarządzania własnym zespołem Carlin Motorsport, zatrudniono Adriana Burgessa. 20 lipca 2005 zespół Jordan Grand Prix podpisał przedłużenie Concorde Agreement do 2012 roku, co potwierdziło, że Grupa Midland nie ma zamiaru sprzedawać swojego zespołu. 30 lipca 2005 zespół potwierdził kontynuację współpracy z Toyotą na dostarczanie zespołowi silników RVX-06 V8 w sezonie 2006. Od września pojawiało się wiele spekulacji na temat kierowców zarówno etatowych, jak i piątkowych testerów. W roli głównych kierowców wymieniano Takumę Satō, Christijana Albersa i Tiago Monteiro, a kierowcami rezerwowymi mieli być Tarso Marques, Franck Montagny czy Nicky Pastorelli. 23 listopada 2005 roku zatrudniono Jamesa Keya na stanowisku dyrektora technicznego zespołu.
Oficjalne potwierdzenie i prezentacja składu kierowców odbyła się 3 lutego 2006. Pierwszymi kierowcami byli Christijan Albers i Tiago Monteiro, a na kierowców testowych wybrano Adriana Sutila, Giorgio Mondiniego, Markusa Winkelhocka i Romana Rusinowa. Tego samego dnia na Silverstone Circuit zaprezentowano nowy bolid teamu – Midland MF1 Toyota M16, który był dziełem współpracy firmy Dallara i inżynierów MF1 Racing. Ostatniego dnia lutego zespół przeprowadził ostatnie przedsezonowe testy swojego samochodu brali w nich udział kierowcy testowi, Mondini i Winkelhock oraz etatowy – Tiago Monteiro. Podczas testów skupiano się głównie na pracy nowej skrzyni biegów i sprawności przeprowadzenia pit stopów.
Jeszcze przed rozpoczęciem sezonu Midland wraz z Williamsem blokowały debiut Super Aguri w sezonie 2006 z powodu spóźnienia w formalnościach dotyczących startów. Po interwencji szefa Formula One Management – Berniego Ecclestone’a, zespoły ustąpiły i japoński zespół oficjalnie znalazł się na liście startowej sezonu 2006.

### Sezon 2006
Sezon 2006 był sezonem, w którym przeprowadzono szereg zmian.
Jedną z nich był nowy format kwalifikacji. Dotychczasowe dwie sesje kwalifikacyjne zastąpiono jedną, podzieloną na trzy części. W pierwszej części (Q1) brały udział wszystkie samochody. Sześciu kierowców z najgorszymi czasami z tej części zajmowało miejsca 17-22. Następnie czasy były zerowane i rozpoczynała się kolejna, 15-minutowa część (Q2), gdzie odpadała kolejna szóstka (pozycje 11-16). W ostatniej, trzeciej części (Q3) pozostała dziesiątka walczyła o pozycje 1-10. W ostatniej części każdy bolid musiał mieć zatankowaną ilość paliwa z jaką miał wystartować do wyścigu. Kolejną zmianą było wprowadzenie nowych silników V8 o pojemności 2,4l w miejsce 3-litrowych jednostek V10. Zmiana ta podyktowana została względami bezpieczeństwa (mniejsza prędkość bolidów), mniejszym zużyciem paliwa i redukcją kosztów. Ostatnią ważniejszą zmianą było przywrócenie możliwości zmiany opon w trakcie wyścigu. Wybór mieszanki opon na suchą nawierzchnię musiał zostać dokonany przez każdego kierowcę przed kwalifikacjami.
Kalendarz wyścigów na sezon 2006 przewidywał 18 wyścigów. Inauguracyjną rundą cyklu było Grand Prix Bahrajnu. 11 marca odbyła się pierwsza w tym sezonie sesja kwalifikacyjna, którą wygrał Michael Schumacher z Ferrari. Kierowcom MF1 nie udało się nawet przejść Q1 – Christijan Albers i Tiago Monteiro uzyskali odpowiednio 18. i 19. czas. W wyścigu na Bahrain International Circuit Albers musiał wycofać się tuż po starcie z powodu awarii wału napędowego, natomiast Portugalczykowi po starcie z boksów udało się ukończyć wyścig na 17. pozycji z dwoma okrążeniami straty do zwycięzcy wyścigu – ówczesnego mistrza świata Fernando Alonso z Renault.
Po wyścigu w Australii Super Aguri oraz MF1 Racing złożyli do FIA wniosek o wykluczenie Scuderii Toro Rosso z klasyfikacji konstruktorów. Zdaniem japońskiego i rosyjskiego zespołu Toro Rosso posiadało przewagę, jaką dają im silniki Coswortha 3,0 V10 z ograniczoną liczbą obrotów. Po przyjrzeniu się sprawie przez Federację Sportów Motorowych, wniosek ten został odrzucony i włoska ekipa klasyfikowana była wśród zespołów.

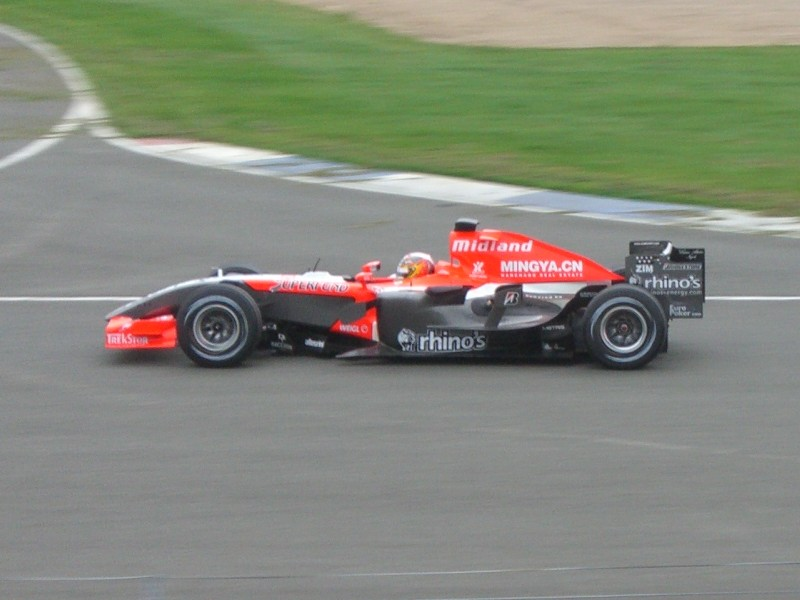
Tiago Monteiro testujący na Silverstone Circuit

Tydzień później Formuła 1 przeniosła się na Sepang International Circuit, gdzie odbyła się ósma edycja Grand Prix Malezji. Kierowcy rosyjskiego zespołu ponownie nie dostali się do drugiej części sesji kwalifikacyjnej, Albers był 19., a Monteiro – 20., jednak z powodu kar za wymianę silnika dla Davida Coultharda, Rubensa Barrichello, Felipe Massy i Rafla Schumachera, startowali odpowiednio z 15. i 16. pola startowego. Grand Prix Malezji było pierwszym wyścigiem, który ukończyły oba samochody Midlanda. Holender zakończył zmagania na 12. miejscu, a jego zespołowy kolega został sklasyfikowany pozycję niżej. Dublet w wyścigu zdobyli kierowcy Renault – Giancarlo Fisichella i Fernando Alonso. Trzecie miejsce przypadło Jensonowi Buttonowi z Hondy.
Trzecią eliminacją sezonu 2006 było Grand Prix Australii. Sobotnie kwalifikacje wygrał Jenson Button przed dwójką Renault – Fisichellą i Alonso. Zarówno Albers, jak i Monteiro po raz kolejny nie wywalczyli dobrego czasu, co pozwoliło im na start z dalszych miejsc. Wyścig na Albert Park Circuit obfitował w wiele wypadków, co powodowało częste wyjazdy na tor samochodu bezpieczeństwa. Uliczny tor w Melbourne nie okazał się szczęśliwy dla Tiago Monteiro – po 39. okrążeniach musiał wycofać się z rywalizacji z powodu usterki mechanicznej. Holender natomiast ukończył wyścig na 11. pozycji. Zwyciężył Alonso przed Kimim Räikkönenem z McLarena i Ralfem Schumacherem z Toyoty. Po tym wyścigu Midland oraz Super Aguri domagały się od FIA wykluczenia zespołu Scuderia Toro Rosso z klasyfikacji konstruktorów z powodu stosowania nieregulaminowego ich zdaniem silnika. Protest ten nie został jednak uwzględniony.
6 kwietnia ogłoszono, iż dotychczasowy dyrektor sportowy, Adrian Burgess zostaje zwolniony. Oficjalnym powodem odejścia była planowana restrukturyzacja w zespole z Silverstone.
12 kwietnia MF1 Racing rozpoczął dwudniowe, śródsezonowe testy na Silverstone Circuit. Pierwszego dnia zespół skupił się na testach poprawionego pakietu aerodynamicznego i systemu hamulcowego oraz opon Bridgestone. Drugiego dnia pracowano nad poprawieniem startów i działaniem systemów kontrolnych. Kierowcami bolidu M16-04 podczas prób byli Christijan Albers i tester Giorgio Mondini.
23 kwietnia odbyło się ostatnie Grand Prix San Marino na Autodromo Enzo e Dino Ferrari w pobliżu włoskiego miasta Imola. Kwalifikacje wygrał Michael Schumacher przed reprezentantami Hondy – Jensonem Buttonem i Rubensem Barrichello. Kierowcy rosyjskiego zespołu okazali się lepsi tylko od duetu Super Aguri i startowali z przedostatniej, 10. linii. Niedzielne zmagania zakończyły się zwycięstwem starszego z braci Schumacherów, przed Fernando Alonso i Juanem Pablo Montoyą z McLarena. Christijan Albers doznał groźnie wyglądającego wypadku na pierwszym okrążeniu. Po kolizji z Yūji Ide z Super Aguri samochód Holendra wpadł na żwir i kilkakrotnie koziołkował. Kierowca wyszedł jednak z tej kolizji bez szwanku. Zespołowy partner Albersa – Tiago Monteiro został sklasyfikowany na ostatnim, 16. miejscu.
Dwa tygodnie później na niemieckim Nürburgringu odbyło się Grand Prix Europy. W sobotnie popołudnie najszybszy był Alonso przed Michaelem Schumacherem i Felipe Massą. Zarówno Monteiro, jak i Albers nie zakwalifikowali się do drugiej części sesji kwalifikacyjnej i uzyskali odpowiednio 20. i 18. czas, jednak z powodu kar dla Nico Rosberga i Marka Webbera, obaj kierowcy MF1 Racing awansowali o dwie pozycje startowe. Obaj reprezentanci Midlanda ukończyli wyścig na niemieckim obiekcie. Portugalczyk był 12., a Holender 13. na trzynastu sklasyfikowanych. Zwycięzcą został Michael Schumacher przed Alonso i Massą.

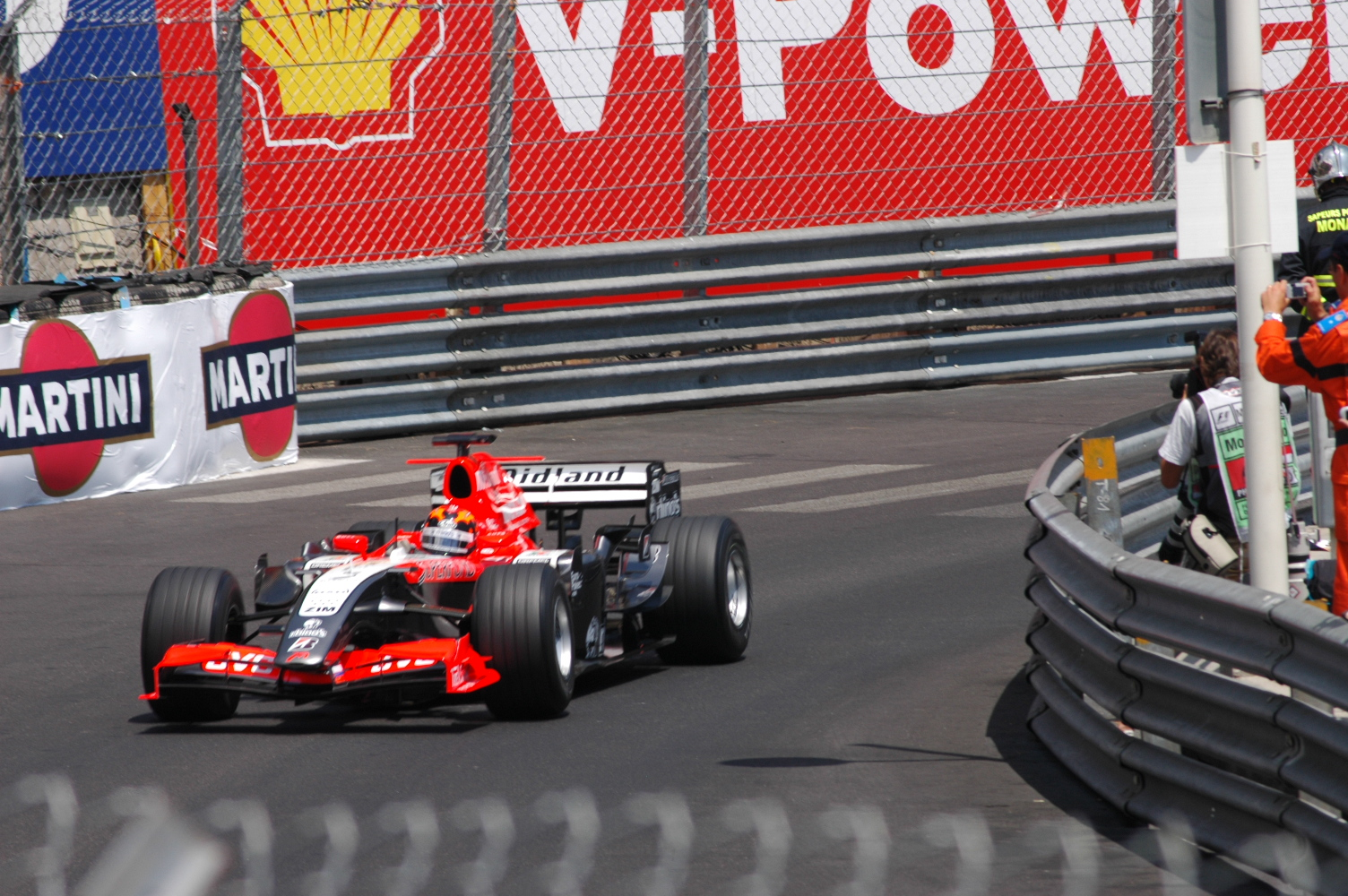
Christijan Albers podczas Grand Prix Monako 2006

12 maja podano informację, że team odwołuje swoje testy na włoskim torze w pobliżu Vallelunga Pratameno. Oficjalnym powodem była naprawa rozbitego w San Marino bolidu Albersa, która kosztowała 373 tys. dolarów.
Tego samego dnia rozpoczęło się Grand Prix Hiszpanii na torze Circuit de Catalunya. Swoje „domowe” kwalifikacje wygrał Fernando Alonso. Kierowcy MF1 Racing startowali do wyścigu z 9. linii. Grand Prix Hiszpanii wygrał Alonso. Podium uzupełnili Michael Schumacher i Giancarlo Fisichella. Albers po uszkodzeniach spowodowanych popękanym przednim skrzydłem musiał wycofać się po przejechaniu 48. z 66. okrążeń. Monteiro ukończył Grand Prix na 16. pozycji.
17 maja do zespołu dołączył Tony License, który został inżynierem projektowym. Wcześniej License pracował w Williamsie, jednak za czasów Jordana związany był już z ekipą z Silverstone.
Siódmą eliminacją sezonu było Grand Prix Monako rozgrywane na ulicach księstwa. Pole position, po karze dla Michaela Schumachera zdobył Fernando Alonso przed Webberem z Williamsa i Räikkönenem z McLarena. Kierowcy Midlanda startowali do wyścigu z 16. i 17. pola. Wyścig wygrał Alonso przed Juanem Pablo Montoyą i Davidem Coulthardem z Red Bull Racing. Midland ponownie finiszował w drugiej dziesiątce – Albers był 12., a Monteiro 15.
11 czerwca na jednym z najstarszych torów na świecie – Silverstone, odbyło się Grand Prix Wielkiej Brytanii. W sobotę najszybszym kierowcą na torze był Alonso, który nie dał szans Räikkönenowi i Michaelowi Schumacherowi. Albers zakwalifikował się na 18. pozycji, natomiast Monteiro po raz pierwszy udało się awansować do drugiej części sesji kwalifikacyjnej. Portugalczyk uzyskał jednak w niej najsłabszy czas, który dał mu 16. pole startowe. Zmagania na brytyjskim torze wygrał Alonso, umacniając się na pozycji lidera mistrzostw świata kierowców. Albers po dobrym wyścigu awansował o 3 pozycje i finiszował na 15. miejscu, tuż przed kolegą z zespołu.
Ekipa MF1 Racing pozostała na Silverstone, by przeprowadzić trzydniowe testy swojego samochodu. We wtorek, 13 czerwca del Monte i Monteiro testowali ulepszenia aerodynamiczne oraz systemy kontrolne. Środę poświęcono na testy opon Bridgestone (Monteiro) i ustawień samochodu (Giorgio Mondini). Ostatniego dnia testów Mondini i Albers testowali ustawienia bolidu, opony, a także przygotowany na Grand Prix Kanady pakiet aerodynamiczny oraz nowy system hamulcowy.

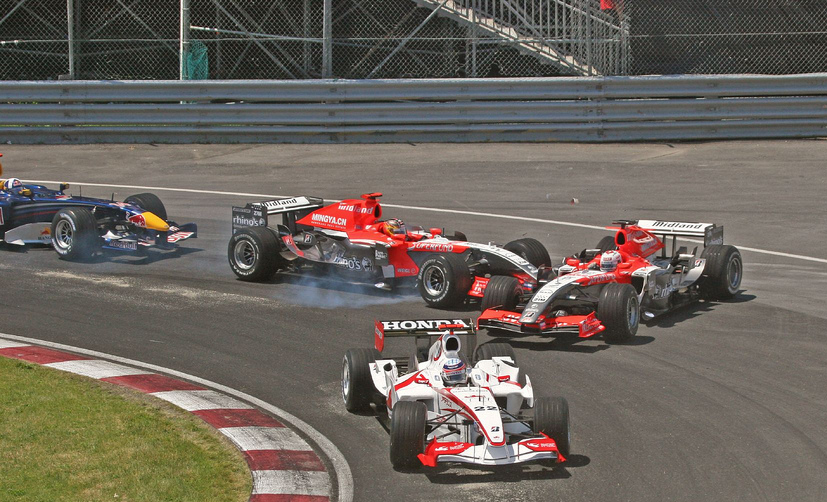
Kolizja Tiago Monteiro i Christijana Albersa na pierwszym okrążeniu toru Circuit Gilles Villeneuve podczas Grand Prix Kanady 2006

25 czerwca Formuła 1 powróciła na tor Circuit Gilles Villeneuve, gdzie odbyło się Grand Prix Kanady. Decydującą część kwalifikacji ponownie wygrał Fernando Alonso, a za nim startowali Fisichella i Räikkönen. Zarówno Monteiro, jak i Albers musieli zadowolić się startem z 9. rzędu. Na 14. miejscu na metę w Montrealu dotarł Monteiro. Albers po kolizji z zespołowym kolegą zakończył udział w wyścigu już na 1. okrążeniu. 6. zwycięstwo w sezonie odniósł Alonso, a podium dopełnili Michael Schumacher i Kimi Räikkönen.
Dziesiątą eliminacją sezonu było Grand Prix Stanów Zjednoczonych. Walkę o pole position wygrał Michael Schumacher przed Felipe Massą i Giancarlo Fisichellą. Christijan Albers startował do wyścigu na Indianapolis Motor Speedway z 14. pola, a Tiago Monteiro uzyskał 15. czas kwalifikacji. Stany Zjednoczone były pechowe zarówno dla Holendra, jak i Portugalczyka z MF1 Racing – Monteiro już na szóstym okrążeniu zderzył się z Super Aguri SA06 Takumy Satō i przejeżdżając jeszcze trzy okrążenia niesprawnym samochodem, musiał wycofać się z dalszej jazdy. Albersowi z kolei posłuszeństwa odmówił układ przeniesienia napędu. Pierwsze trzy miejsca nie zmieniły się od startu – wygrał starszy z braci Schumacherów przez Massą i Fisichellą.
Po Grand Prix USA zespół z powrotem przeniósł się do Europy, gdzie w Silverstone odbyły się kolejne śródsezonowe testy. Christijan Albers za kierownicą Midlanda M16-03 sprawdzał zmodyfikowane zawieszenie, aerodynamikę oraz opony na pozostałe europejskie wyścigi.
16 lipca odbyło się Grand Prix Francji. Sobotnie kwalifikacje wygrał Michael Schumacher, obok niego ustawił się jego zespołowy kolega – Felipe Massa. Drugą linię zajęli Fernando Alonso i Jarno Trulli z Toyoty. Albers i Monteiro zajęli odpowiednio 15. i 18. pole startowe. Circuit de Nevers Magny-Cours nie przyniósł żadnej zdobyczy punktowej kierowcom zespołu z Silverstone – Albers ukończył wyścig na 15. pozycji, a Portugalczyk wycofał się z wyścigu po przejechaniu 11. okrążeń z powodu uszkodzenia systemu hydraulicznego podczas wypadnięcia z toru. Drugie z rzędu zwycięstwo zanotował starszy z braci Schumacherów. Drugie miejsce wywalczył Fernando Alonso, a trzeci był Massa.
Dwa tygodnie później Hockenheimring gościł zespoły podczas Grand Prix Niemiec. W III części eliminacji triumfował Kimi Räikkönen. Dalsze pozycje startowe zajęli Michael Schumacher i Felipe Massa. Christijan Albers był 18., jednak z uwagi na wymianę silnika, został karnie cofnięty do ostatniej linii. Tiago Monteiro uzyskał 20. czas, jednak dzięki karom dla kierowców, startował z 18. pola. Kolejne zwycięstwo w Grand Prix odniósł Michael Schumacher. Podium uzupełnili Massa i Räikkönen. Obaj kierowcy Midlanda zostali zdyskwalifikowani za zbyt elastyczne tylne skrzydło.
W pierwszy weekend sierpnia odbyło się Grand Prix Węgier na Hungaroringu. Pierwszy rząd w kwalifikacjach zajęli Kimi Räikkönen i Felipe Massa, tuż za nimi startowali Rubens Barrichello i Pedro de la Rosa z McLarena. Kierowcy MF1 Racing – Monteiro i Albers zajęli odpowiednio 16. i 22. pole startowe. Deszczowe Grand Prix dość nieoczekiwanie wygrał Jenson Button, który startował z 14. pola. Drugie miejsce zajął de la Rosa, a trzecie Nick Heidfeld z BMW Sauber. Monteiro i Albers byli bardzo blisko zdobycia punktów, jednak ukończyli wyścig odpowiednio na 9. i 10. pozycji.

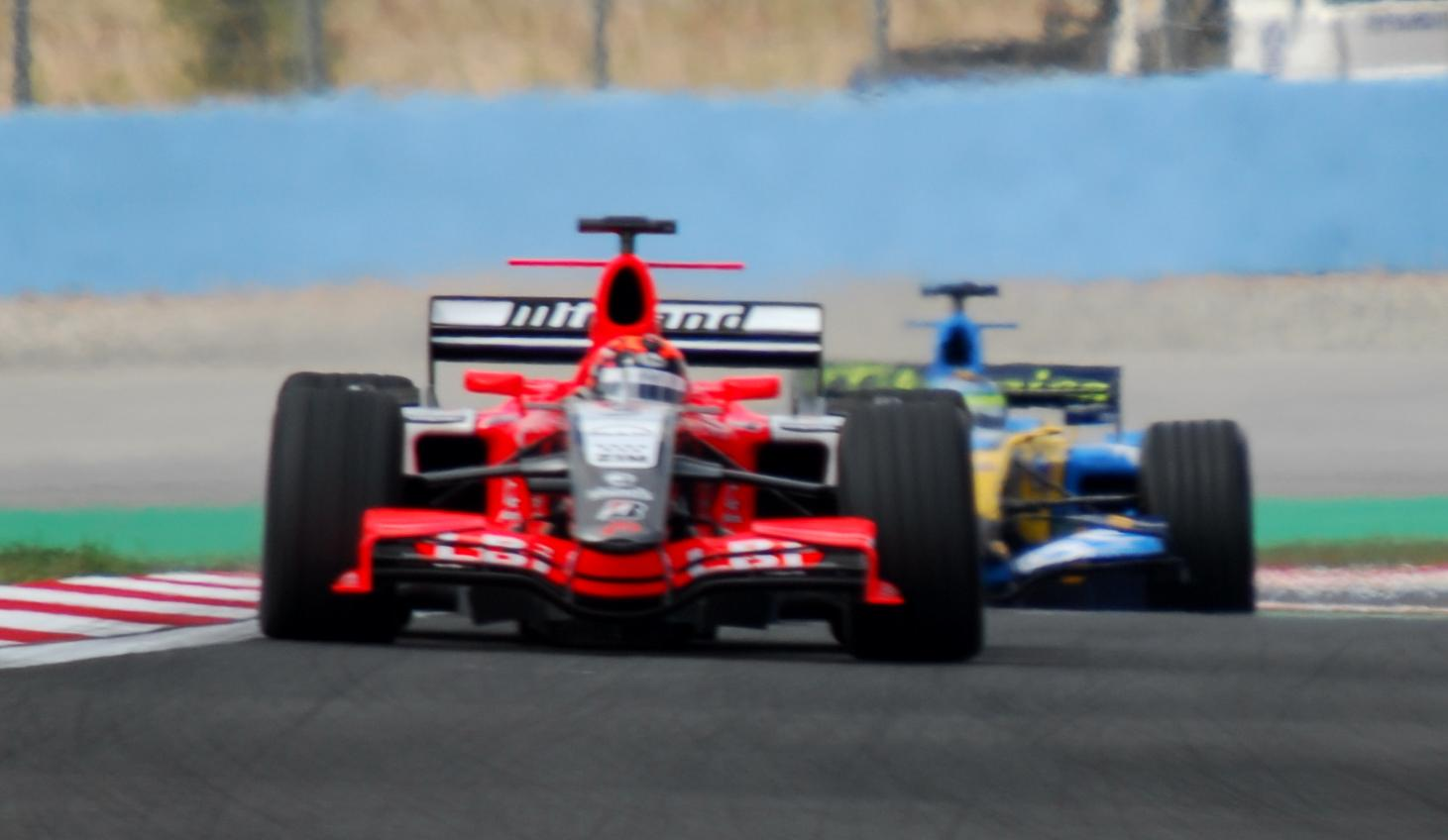
Christijan Albers podczas Grand Prix Turcji 2006

Trzy tygodnie później zorganizowano trzeci wyścig o Grand Prix Turcji. Decydującą część kwalifikacji zdominował zespół z Maranello – pole position zdobył Massa, drugi był Michael Schumacher. Drugi rząd zajęli przedstawiciele teamu z Enstone – Fernando Alonso i Giancarlo Fisichella. Christijan Albers dostał się do Q2, jednak z powodu wymiany silnika został cofnięty na ostatnie miejsce. Monteiro startował do tego wyścigu z 19. pola, obok Sakona Yamamoto z Super Aguri. Emocjonujący wyścig na Istanbul Park okazał się zwycięski dla Massy. Drugie miejsce zajął Fernando Alonso, który zacięcie bronił się przed atakującym go Michaelem Schumacherem. Niemiec ostatecznie zainkasował 6 punktów za trzecie miejsce. Obaj kierowcy Midlanda nie ukończyli wyścigu – Monteiro już na pierwszym okrążeniu zderzył się z Takumą Satō i musiał wycofać się z rywalizacji. Podobny los spotkał Christijana Albersa – na 47. okrążeniu rozbił swój bolid.
9 września odbyły się kwalifikacje do Grand Prix Włoch, które o zaledwie 0,002 sekundy przed Michaelem Schumacherem zdobył Kimi Räikkönen. Trzeci był Heidfeld, a czwarty Massa. Albers ustanowił 18., a Monteiro 20. czas. Między parą Midlanda do wyścigu startował Mark Webber z Williamsa. Zmagań na Autodromo Nazionale di Monza nie ukończył Portugalczyk z Midlanda – na 9 okrążeń przed metą posłuszeństwa odmówiły hamulce. Albers ukończył wyścig na ostatnim – 17. miejscu. Zwyciężył Michael Schumacher przed Kimim Räikkönenem i Robertem Kubicą z BMW Sauber, dla którego były to pierwsze punkty i podium w Formule 1.

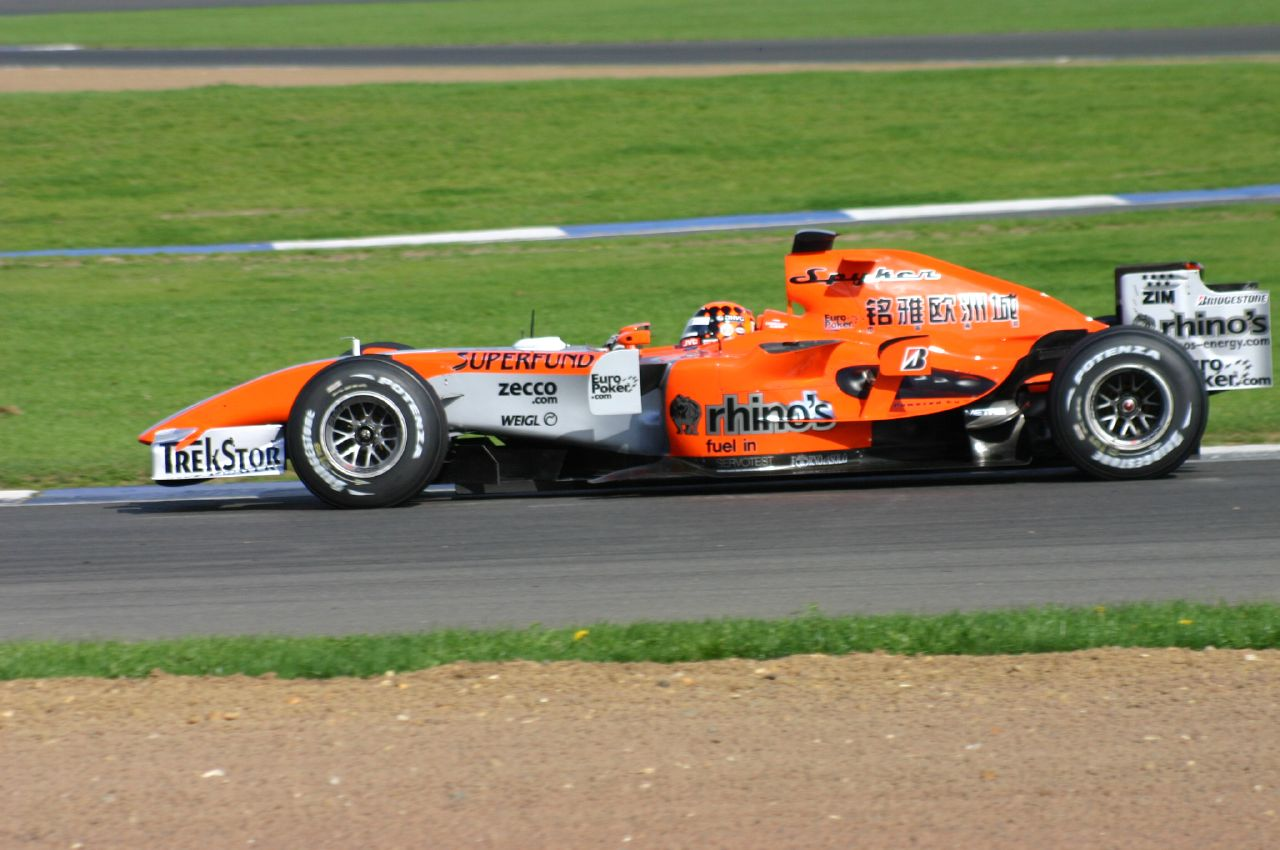
Christijan Albers prezentujący malowanie nowego sponsora tytularnego – Spyker Cars

Podczas trzeciego w historii Grand Prix Chin panowały deszczowe warunki. Kwalifikacje na Shanghai International Circuit wygrał Alonso przed Fisichellą i dwoma bolidami Hondy. MF1 Racing zyskało nowego sponsora tytularnego – Spyker Cars i nowe, pomarańczowo-srebrne barwy. Monteiro startował do wyścigu z 18. pola, a czas Albersa po niestawieniu się na ważeniu bolidu został anulowany i Holender musiał startować z ostatniej pozycji. Wyścig ułożył się po myśli Michaela Schumachera. Podium uzupełniła dwójka Renault – Alonso i Fisichella. Albers zakończył rywalizację na 16. miejscu, jednak dyskwalifikacja Satō, dała mu awans o jedną pozycję, a Monteiro na 38. okrążeniu wpadł w poślizg i musiał zakończyć udział w wyścigu.
Siedemnastą eliminacją sezonu było Grand Prix Japonii. Kwalifikacje należały do Felipe Massy. Drugie pole startowe wywalczył Michael Schumacher który był lepszy od brata Ralfa z Toyoty. Monteiro uzyskał 21., a Albers 16. czas dnia. Wyścig na Suzuka Circuit wygrał Alonso przed Massą i Fisichellą. Tiago Monteiro ukończył wyścig na 16. pozycji, a Holender z MF1 Racing nie ukończył Grand Prix z powodu oderwania się tylnego prawego koła i tylnego skrzydła. Po wyścigu zbadano awarię i okazało się, że bezpośrednią przyczyną oderwania zawieszenia były gorące gazy wydobywające się z uszkodzonego układu wydechowego.
21 października odbyły się kwalifikacje do ostatniego wyścigu sezonu – Grand Prix Brazylii, które wygrał Felipe Massa. Za nim ustawili się Räikkönen, Trulli i Alonso. Albers i Monteiro wywalczyli odpowiednio 17. i 21. pole startowe. Ostatni wyścig MF1 Racing ukończyły oba bolidy M16. Holender dotarł na metę na 14. miejscu, tuż przed kolegą z zespołu. Zwycięzcą wyścigu na Autódromo José Carlos Pace został zdobywca pole position – Felipe Massa przed Fernando Alonso i Jensonem Buttonem. Hiszpan, swoim drugim miejscem w Brazylii zapewnił sobie drugi z rzędu tytuł mistrza świata. Drugi pretendent do mistrzowskiej korony – Michael Schumacher ukończył wyścig na czwartej pozycji.
Sezon 2006 to drugie z rzędu mistrzostwo Renault. Drugie miejsce z zaledwie 5. punktami straty zajęło Ferrari, a trzecią siłą, z większą już stratą był McLaren. MF1 Racing jako jeden z dwóch zespołów nie zdobył ani jednego punktu i zakończył mistrzostwa na 10. miejscu w klasyfikacji zespołów. Wśród kierowców po raz kolejny najlepszy był Fernando Alonso, który o 13 oczek wyprzedził Michaela Schumachera. Trzecie miejsce w klasyfikacji zajął drugi kierowca Scuderii – Brazylijczyk Felipe Massa. Zarówno Monteiro, jak i Albers nie zdobyli punktów i zostali sklasyfikowani odpowiednio na 21. i 22. miejscu na koniec sezonu 2006.

### Sprzedaż zespołu

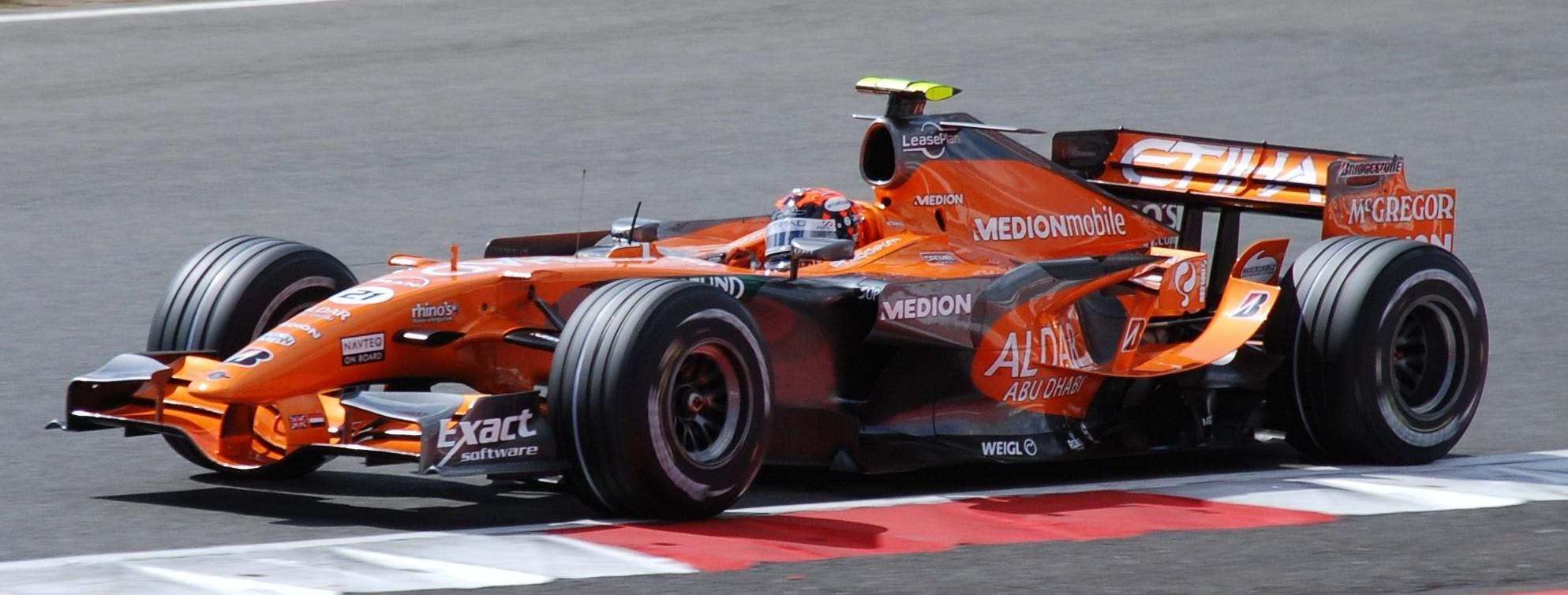
Spyker F8-VII – samochód Spyker F1 Team na sezon 2007

Już dwa miesiące po rozpoczęciu sezonu pojawiły się spekulacje, jakoby Alex Shnaider miał sprzedać swój zespół. Potencjalnym nabywcą miała zostać internetowa firma Lost Boys, której właścicielem był holenderski biznesmen Michiel Mol. 28 maja Michiel Mol – sponsor Christijana Albersa złożył Shnaiderowi ofertę kupna MF1 Racing. Cena jaką miał oferować Mol wynosiła 128 milionów dolarów amerykańskich. Shnaider poprosił Holendra o czas do namysłu. Po ponad dwóch tygodniach od spotkania i braku odpowiedzi ze strony Rosjanina, Michiel Mol zaczął tracić cierpliwość. Rozmowy na temat sprzedaży Midland MF1 Racing przedłużały się. Emocje wzrosły pod koniec sierpnia, kiedy to ujawniono, iż wspólnie z Molem rozmowy prowadzi holenderska firma motoryzacyjna Spyker Cars. 9 września firma Spyker Cars N.V. oficjalnie potwierdziła wykupienie zespołu za 106 mln dolarów, który od 30 września 2006 nazywał się Spyker MF1 Racing. W teamie nastąpiły zmiany – od 1 października nowym dyrektorem technicznym został Mike Gascoyne, a nowym szefem zespołu – Michiel Mol. Potwierdzono również rozmowy z Ferrari i Cosworthem dotyczące dostawcy silników na sezon 2007. Dziewięć dni później zaprezentowano nowe, pomarańczowo-srebrne malowanie samochodu M16. 29 września potwierdzono Albersa jako kierowcę w sezonie 2007. Dzień później podpisano kontrakt z Ferrari na dostawę silników do nowego samochodu Spykera. Po wielu spekulacjach, przed Bożym Narodzeniem ogłoszono, iż drugim kierowcą holenderskiego teamu w sezonie 2007 będzie tester MF1 Racing – Adrian Sutil. Po zakończeniu sezonu 2006 nazwa zespołu została ponownie zmieniona i na oficjalnej liście startowej sezonu 2007 team widniał już jako Spyker F1 Team.

## Wyniki w Formule 1
| Legenda oznaczeń w tabelach wyników Wyświetl szablon na nowej stronie | Legenda oznaczeń w tabelach wyników Wyświetl szablon na nowej stronie                                                                     |
| Oznaczenie                                                            | Wyjaśnienie |
| --------------------------------------------------------------------- | --- |
| Złoty                                                                 | Zwycięzca lub mistrzostwo |
| Srebrny                                                               | 2. miejsce lub wicemistrzostwo |
| Brązowy                                                               | 3. miejsce lub II wicemistrzostwo |
| Zielony                                                               | Ukończył, punktował (w klasyfikacji generalnej, gdy zdobył co najmniej jeden punkt na przestrzeni sezonu, poza trzema powyższymi opcjami) |
| Niebieski                                                             | Ukończył, nie punktował (w klasyfikacji generalnej, gdy nie zdobył co najmniej jednego punktu na przestrzeni sezonu)                      |
| Czerwony                                                              | Nie zakwalifikował się (NZ) |
| Czerwony                                                              | Nie prekwalifikował się (NPK) |
| Różowy                                                                | Nie ukończył (NU) |
| Różowy                                                                | Niesklasyfikowany (NS) (w klasyfikacji generalnej, gdy nie został sklasyfikowany w żadnym wyścigu sezonu)                                 |
| Czarny                                                                | Zdyskwalifikowany (DK) |
| Czarny                                                                | Wykluczony (WYK/EX) |
| Biały                                                                 | Nie wystartował (NW) |
| Biały                                                                 | Kontuzjowany (K/INJ) |
| Biały                                                                 | Wyścig odwołany (OD/C) |
| Bez koloru                                                            | Został wycofany (WYC/WD) |
| Bez koloru                                                            | Nie przybył (NP/DNA) |
| Bez koloru                                                            | Nie brał udziału w treningach (NT/DNP) |
| Bez koloru                                                            | Nie został zgłoszony (–) |
| Pogrubienie                                                           | Start z pole position |
| Kursywa                                                               | Najszybsze okrążenie wyścigu |
| †                                                                     | Nie ukończył, ale jego rezultat został zaliczony ze względu na przejechanie więcej niż 90% dystansu wyścigu.                              |
| *                                                                     | Sezon w trakcie |
| 1/2/3                                                                 | Punktowana pozycja w sprincie |
| Lista systemów punktacji Formuły 1                                    | |

| Sezon | Zespół             | Silnik | Kierowcy          | Wyniki w poszczególnych eliminacjach | Wyniki w poszczególnych eliminacjach | Wyniki w poszczególnych eliminacjach | Wyniki w poszczególnych eliminacjach | Wyniki w poszczególnych eliminacjach | Wyniki w poszczególnych eliminacjach | Wyniki w poszczególnych eliminacjach | Wyniki w poszczególnych eliminacjach | Wyniki w poszczególnych eliminacjach | Wyniki w poszczególnych eliminacjach | Wyniki w poszczególnych eliminacjach | Wyniki w poszczególnych eliminacjach | Wyniki w poszczególnych eliminacjach | Wyniki w poszczególnych eliminacjach | Wyniki w poszczególnych eliminacjach | Wyniki w poszczególnych eliminacjach | Wyniki w poszczególnych eliminacjach | Wyniki w poszczególnych eliminacjach | Wyniki kierowców | Wyniki kierowców | Wyniki konstruktora | Wyniki konstruktora |
| 2006  |                    |        |                   | Bahrajn                              | Malezja                              | Australia                            | San Marino                           | Unia Europejska                      | Hiszpania                            | Monako                               | Wielka Brytania                      | Kanada                               | Stany Zjednoczone                    |                                      | Niemcy                               | Węgry                                | Turcja                               | Włochy                               |                                      | Japonia                              | Brazylia                             | Punkty           | Pozycja          | Punkty              | Pozycja             |
| ----- | ------------------ | ------ | ----------------- | ------------------------------------ | ------------------------------------ | ------------------------------------ | ------------------------------------ | ------------------------------------ | ------------------------------------ | ------------------------------------ | ------------------------------------ | ------------------------------------ | ------------------------------------ | ------------------------------------ | ------------------------------------ | ------------------------------------ | ------------------------------------ | ------------------------------------ | ------------------------------------ | ------------------------------------ | ------------------------------------ | ---------------- | ---------------- | ------------------- | ------------------- |
| 2006  | Midland MF1 Racing | Toyota | Tiago Monteiro    | 17                                   | 13                                   | NU                                   | 16                                   | 12                                   | 16                                   | 15                                   | 16                                   | 14                                   | NU                                   | NU                                   | DK                                   | 9                                    | NU                                   | NU                                   | –                                    | –                                    | –                                    | 0                | 20               | 0                   | 10                  |
| 2006  | Midland MF1 Racing | Toyota | Christijan Albers | NU                                   | 12                                   | 11                                   | NU                                   | 13                                   | NU                                   | 12                                   | 15                                   | NU                                   | NU                                   | 15                                   | DK                                   | 10                                   | NU                                   | 17                                   | –                                    | –                                    | –                                    | 0                | 22               | 0                   | 10                  |
| 2006  | Spyker MF1 Racing  | Toyota | Tiago Monteiro    | –                                    | –                                    | –                                    | –                                    | –                                    | –                                    | –                                    | –                                    | –                                    | –                                    | –                                    | –                                    | –                                    | –                                    | –                                    | NU                                   | 16                                   | 15                                   | 0                | 20               | 0                   | 10                  |
| 2006  | Spyker MF1 Racing  | Toyota | Christijan Albers | –                                    | –                                    | –                                    | –                                    | –                                    | –                                    | –                                    | –                                    | –                                    | –                                    | –                                    | –                                    | –                                    | –                                    | –                                    | 15                                   | NU                                   | 14                                   | 0                | 22               | 0                   | 10                  |

## Statystyki
Źródło: Wyprzedź Mnie!
| Sezon | Zespół             | Konstruktor | Zgłoszenia | GP | PKT | P. | P1 | P2 | P3 | Punkt. | PP | NO | NS | DK | NZ |
| ----- | ------------------ | ----------- | ---------- | -- | --- | -- | -- | -- | -- | ------ | -- | -- | -- | -- | -- |
| 2006  | Midland MF1 Racing | MF1-Toyota  | 30         | 15 | 0   | 10 | –  | –  | –  | –      | –  | –  | 11 | 2  | –  |
| 2006  | Spyker MF1 Racing  | MF1-Toyota  | 6          | 3  | 0   | 10 | –  | –  | –  | –      | –  | –  | 2  | –  | –  |
| 2006  | Suma               | MF1-Toyota  | 36         | 18 | 0   | 10 | –  | –  | –  | –      | –  | –  | 13 | 2  | –  |

## Podsumowanie
| Ważne wyścigi     | Ważne wyścigi                                                                                                 |
| ----------------- | --- |
| Debiut            | Grand Prix Bahrajnu 2006 (#1, Tiago Monteiro, Christijan Albers)                                              |
| Ostatni           | Grand Prix Brazylii 2006 (#18, Tiago Monteiro, Christijan Albers)                                             |
| Najwyższe pozycje | |
| Kwalifikacje      | 14 |
| Wyścig            | 9 |
| Inne              | |
| Kierowca testowy  | Fabrizio del Monte Giorgio Mondini Alexandre Prémat Roman Rusinow Adrian Sutil Ernesto Viso Markus Winkelhock |

## Kierowcy
Skład zespołu w sezonie 2006 tworzyli Christijan Albers i Tiago Monteiro. Drugi z nich był kierowcą Jordana w sezonie 2005. MF1 Racing współpracował także z licznymi kierowcami testowymi, m.in. Markusem Winkelhockiem, Giorgio Mondinim i Adrianem Sutilem.
|     | Kierowca          | Sezony | Starty | PP | Wygrane | MŚ | Zespół    |
| --- | ----------------- | ------ | ------ | -- | ------- | -- | --------- |
| NLD | Christijan Albers | 2006   | 18     | 0  | 0       |    | fabryczny |
| PRT | Tiago Monteiro    | 2006   | 18     | 0  | 0       |    | fabryczny |

## Informacje techniczne

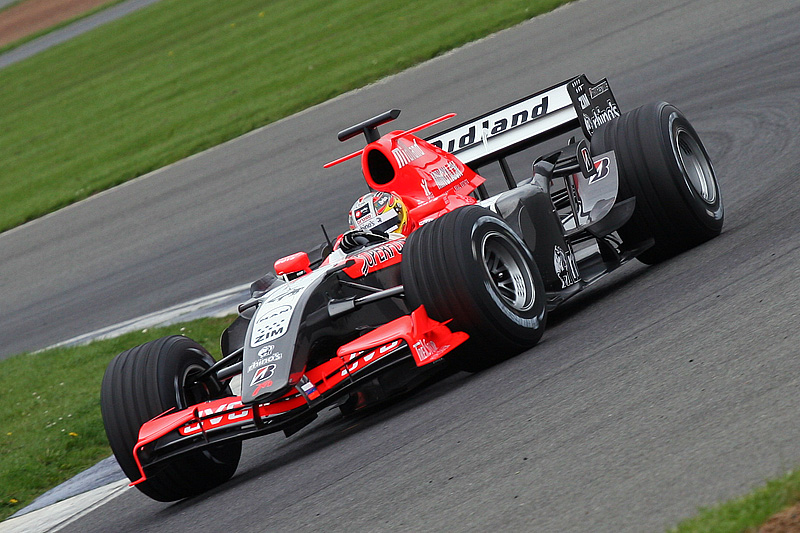
Midland M16 – samochód zespołu MF1 Racing w sezonie 2006

W sezonie 2006 samochody M16 (oznaczenie było kontynuacją oznaczeń stajni Jordan, a konkretnie modelu EJ15 z sezonu 2005) były napędzane silnikami V8 Toyoty, a dostawcą opon był Bridgestone.
| Sezon | Zespół                               | Podwozie    | Silnik (Typ)            | Opony       |
| ----- | ------------------------------------ | ----------- | ----------------------- | ----------- |
| 2006  | Midland MF1 Racing Spyker MF1 Racing | Midland M16 | Toyota (RVX-06 2,4l V8) | Bridgestone |
| Razem | 2                                    | 1           | 1                       | 1           |
| Sezon | Zespół                               | Podwozie    | Silnik (Typ)            | Opony       |